# Lista sculpturilor lui Constantin Brâncuși

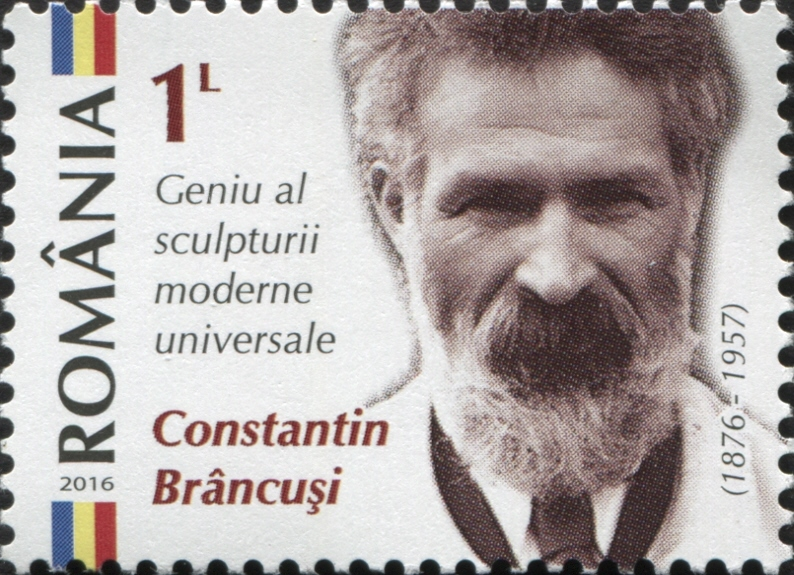
Constantin Brâncuși

Carol Davila, 1903
Sculptură expusă din 1912 în curtea
Spitalului Militar Central din București

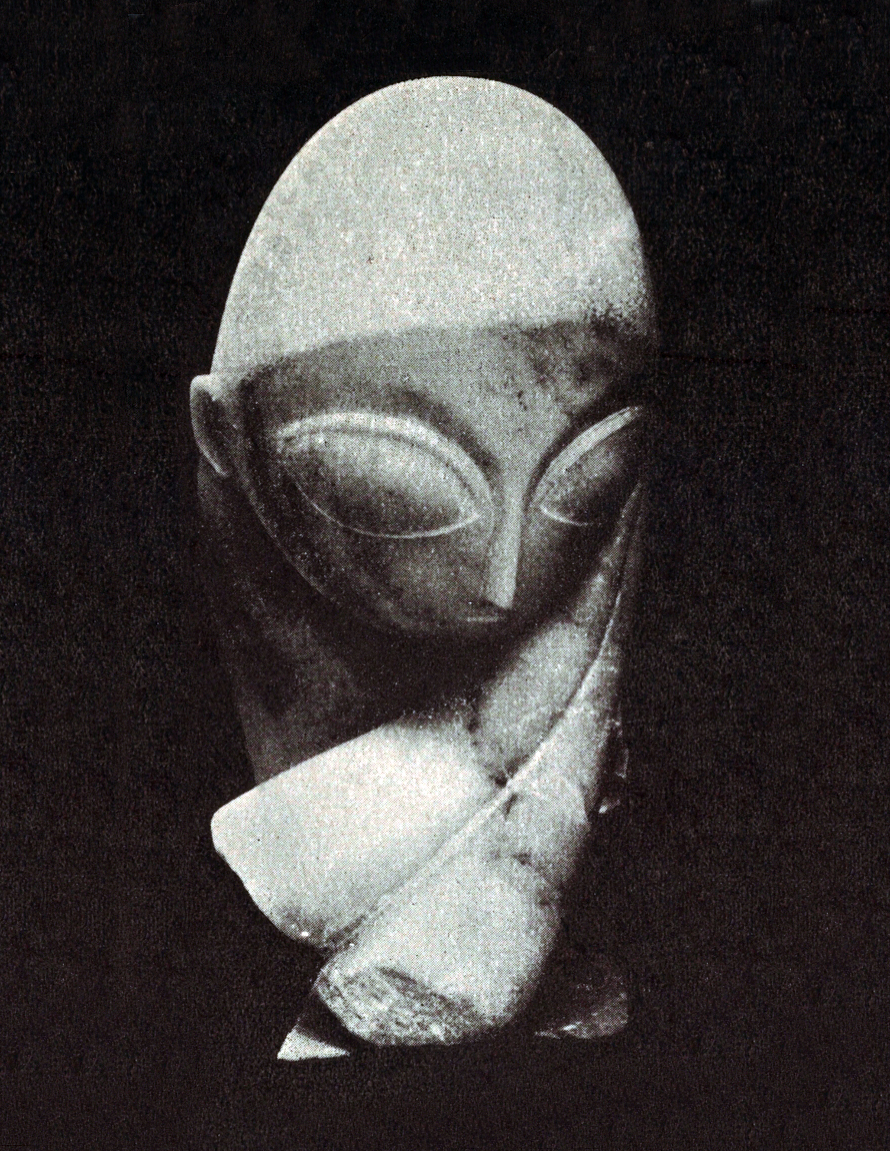
Domnișoara Pogany I, 1913
Expusă la Museum of Art, Philadelphia.

Aceasta este o listă a sculpturilor realizate de Constantin Brâncuși:

## Lucrări din timpul școlii (1897–1906)
- Bustul lui Gheorghe Chițu (1897-1898)
- Vitellius (1898)
- Capul lui Laocoon (1900)
- Scaun colțar (1900)
- Ecorșeu (1901-1902)
- Bustul lui Ion Georgescu (1902)
- Bustul generalului Carol Davila (1903-1912)
- Orgoliu (1905)
- Pictor Nicolae Dărăscu (1906)
- Copilul (1906)
- Cap de copil I (1906)
- Bustul Victoriei Vaschide (1906)
- Bustul doctorului Zaharia Samfirescu (1906)

## Lucrări din perioada de turnură (1907–1910)
- Supliciu (1906-1907)[3]
- Copil dormind (1906-1908)[4]
- Capul unei tinere fete (1907)
- Cumințenia pământului (1907)
- Bustul lui Petre Stănescu (1907), monument istoric, cod LMI BZ-IV-a-B-02504.[5]
- Sărutul (1907-1908)
- Somnul (1907)
- Danaida (1908)
- Înțelepciune (c. 1908)[6]
- Baronesa RF (1909)
- Coapsa (Fragment de tors) sau „Tors I” (1909-1910)
- Muza adormită (în marmură și în bronz) (1909-1910)
- Monumentul funerar al lui Petre Stănescu din Buzău (1910), monument istoric, cod LMI BZ-IV-a-B-02504.[5]
- Rugăciune (1910), monument istoric, cod LMI BZ-IV-m-B-02504.01.[5]
- Visul (1910)
- Măiastra I (marmură albă) (1910)
- Sărutul (Monumentul funerar al Tatianei Rachevski) (1910)

## Opera matură (1911–1943)
- Prometeu (1911)
- Măiastra II (bronz) (1911)
- Portretul lui George (1911)
- Doi pinguini (1911-1914)[7]
- Muza (1912)
- Măiastra III (bronz) (1912)

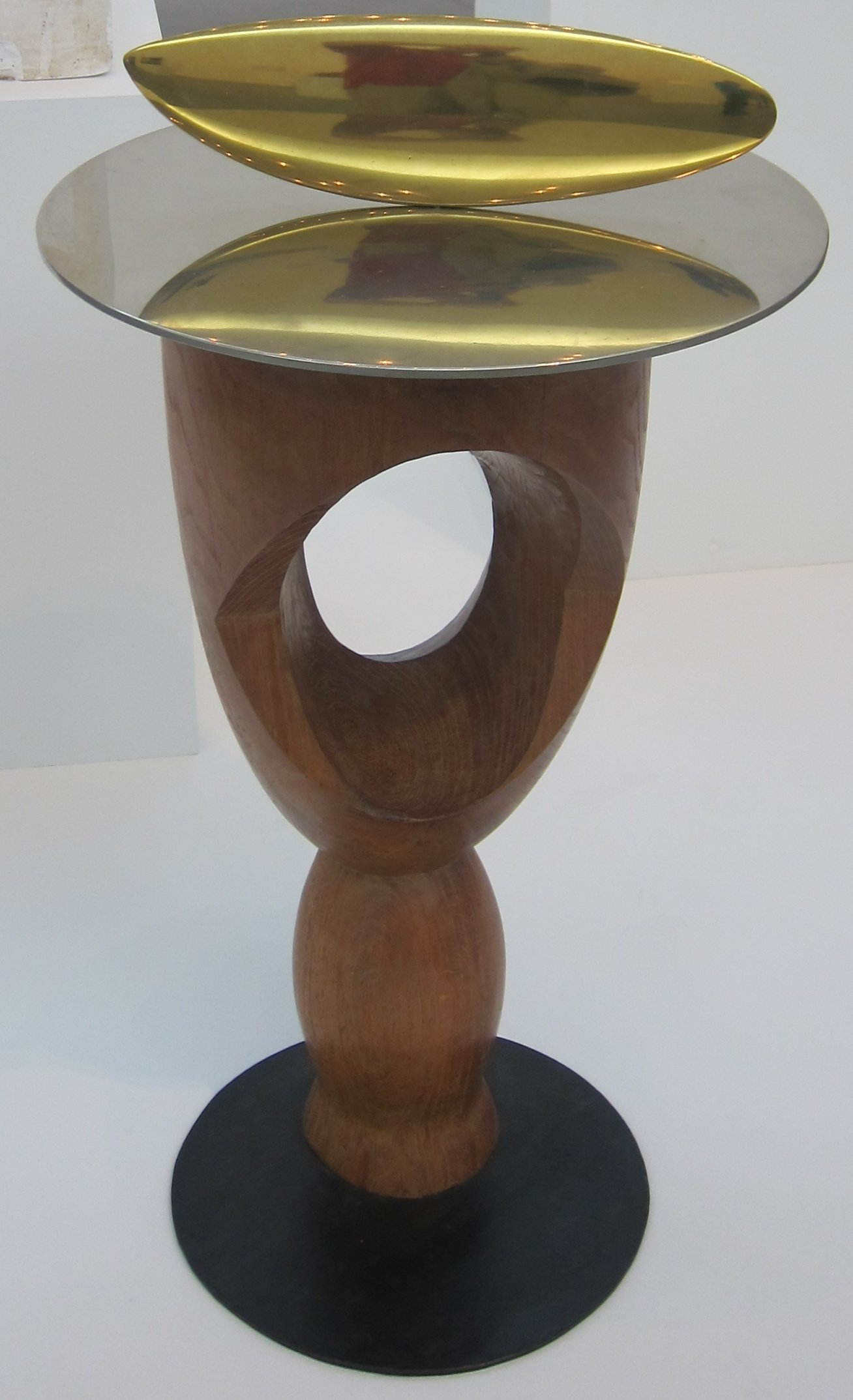
Pește I, 1926
Expusă la Tate Modern, Londra.

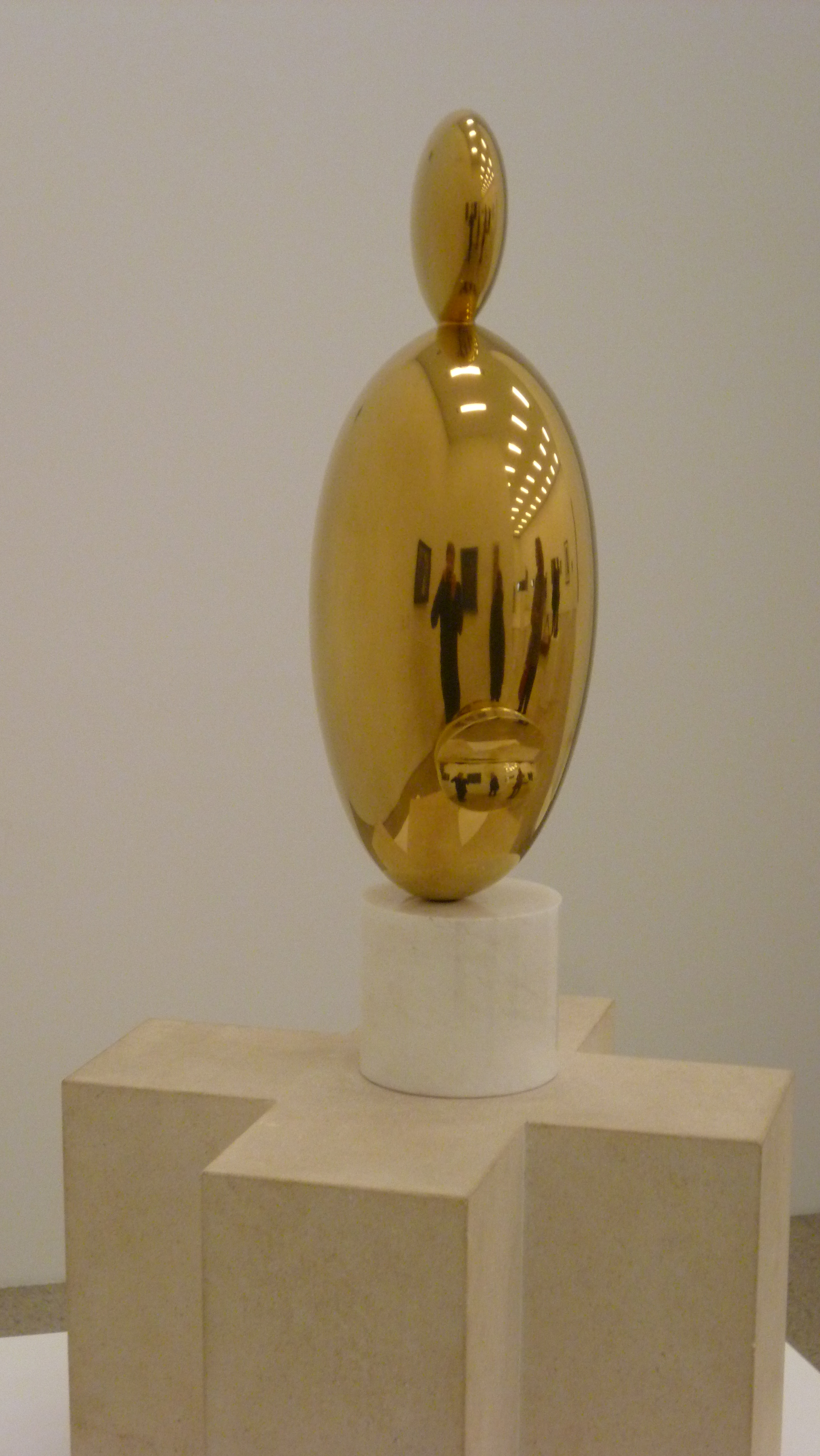
Negresa blondă II, 1933
Expusă la Mumok, Viena.

- Monument în memoria lui Spiru Haret (1913)
- Cap de copil II (1913)
- Domnișoara Pogany I (1913)
- Primul pas (1913)
- Lespede de mormânt (1914)
- Primul țipăt (1914)
- Cariatida (I și II) (1915)
- Fiul risipitor (1915)
- Mica franceză (1915)
- Vrăjitoarea (1916)
- Coloana Sărutului (1916)
- Principesa X (1915–1916)
- Adam (1917)
- Muza A (1917)
- Tors de tânăr (1917–1922)
- Coloana fără sfârșit - lemn (1918)
- Cupa lui Socrate (1918)
- Himera (1918)
- Domnișoara Pogany II (1919)
- Pasărea de aur (1919)[8]
- Începutul Lumii (1920)[9]
- Leda I (c. 1920)[10]
- Portretul doamnei Eugen Meyer Jr. (1920)
- Adam și Eva (1921)
- Peștele (1) (1922)
- Cocoșul (1) (1922)
- Socrate (1922)
- Leda II (1923)
- Portretul lui Eillen (1923)
- Pasărea în văzduh (1922-1923)
- Studiu pentru  portretul d-rei Meyer (1924)
- Negresa blondă I (1924)
- Templul Crocodilului (1924)
- Fetișcana sofisticată (1924)
- Căpetenia (1925)
- Portretul lui Nancy Cunard (1925–1927)
- Peștele (2) (1927)
- Negresa blondă II (1928)[11]
- Piatra de mormânt a Sandei Polizu-Micșunești (1928)
- Portretul lui A. Fundoianu (1929)
- Nou-născut (1930)
- Domnișoara Pogany III (1933)[12]
- Păsări în văzduh (1931-1936)[13]
- Domnișoara Pogany IV (1933)[14]
- Vatra (1934)
- Cocoșul (2) (1935)
- Foca (1936)
- Regele regilor (1938)
- Broasca țestoasă (1940)
- Țestoasa zburătoare (1943)[15][16]

## Ansamblul sculptural de la Târgu Jiu
- Coloana infinitului (1937-1938)
- Masa tăcerii (1937-1938)
- Poarta sărutului (1937-1938)

Coloana infinitului
Masa tăcerii
Poarta sărutului